# Château-d’Oex

Bildmarke der Gemeinde Château-d’Oex

Château-d’Oex oder Château-d’Œx (französisch [ʃɑtode] oder [ʃɑtodɛ], im lokalen Frankoprovenzalisch [u tsaθi d ˈeː]) ist eine politische Gemeinde im Schweizer Kanton Waadt. Sie gehört zum Bezirk Riviera-Pays-d’Enhaut. Der frühere deutsche Name Ösch, Oesch wird heute im Allgemeinen nicht mehr verwendet.

## Geographie
Château-d’Oex liegt auf 958 m ü. M., 22 km östlich des Bezirkshauptortes Vevey (Luftlinie). Das Dorf erstreckt sich in einer Talweitung des Pays-d’Enhaut auf einer Geländeterrasse nördlich über dem Tal der Saane (frz. Sarine), zwischen den Waadtländer Voralpen im Süden und den Freiburger Voralpen im Norden.
Die Fläche des 113,8 km² grossen Gemeindegebiets umfasst Bereiche der Waadtländer und Freiburger Voralpen und den mittleren Teil des Pays d’Enhaut. Das Gebiet wird von Osten nach Westen von der Saane durchflossen, die bei Château-d’Oex eine Talweitung bildet, in der von Norden mehrere kleine Bäche und von Süden die Torneresse in die Saane münden. Im Westen verläuft die Gemeindegrenze im Bereich der Talenge von La Chaudanne. Der Talkessel von Château-d’Oex wird im Norden von den Bergflanken von Pointe de Cray (2070 m ü. M.), Vanil Carré (2197 m ü. M.) und La Laitemaire (1678 m ü. M.) begrenzt. Nordöstlich der Laitemaire befindet sich das Tal von Ciernes Picat (der Ruisseau des Ciernes Picat bildet die Grenze), dessen westliche Talflanke inklusive Pointe de Paray (2375 m ü. M.) und Vanil Noir (2389 m ü. M.) ebenfalls noch zu Château-d’Oex gehört.
Der grössere südliche Gemeindeteil umfasst das gesamte Einzugsgebiet der Torneresse mit ihrem Seitenbach Eau Froide. Kurz vor ihrer Mündung in die Saane bildet die Torneresse eine tiefe Felsschlucht. Dieses Tal wird im Osten durch Rocher du Midi (2097 m ü. M.), Gummfluh (2458 m ü. M.) und Wittenberghorn (2350 m ü. M.) begrenzt. Die Südgrenze der Gemeinde verläuft zwischen dem Torneresse-Tal und der Talschaft von Les Ormonts über die höchste Bergkette der Waadtländer Voralpen. Auf dem Tarent wird mit 2548 m ü. M. der höchste Punkt von Château-d’Oex erreicht.
Nach Südwesten erstreckt sich der Gemeindeboden über die Passhöhe von La Lécherette und die Monts Chevreuils (1749 m ü. M.) in das Tal des Hongrin. Dieser Fluss ist zum Lac de l’Hongrin aufgestaut, von dem der nördliche Teil auf dem Gemeindegebiet von Château-d’Oex liegt. Im äussersten Südwesten reicht das Gebiet bis auf die Höhen der Pointe d’Aveneyre, die zur Bergkette der Rochers de Naye zählt. Von der Gemeindefläche entfielen 1997 3 % auf Siedlungen, 34 % auf Wald und Gehölze, 45 % auf Landwirtschaft und etwas mehr als 18 % war unproduktives Land.
Zu Château-d’Oex gehören zahlreiche Weiler, Feriensiedlungen, Alpsiedlungen und Einzelhöfe, darunter:
- La Frasse, 980 m ü. M., am westlichen Dorfrand von Château-d’Oex
- Les Moulins, 890 m ü. M., in der Talniederung der Torneresse kurz vor ihrer Mündung in die Saane
- Le Monteiller, 915 m ü. M., oberhalb von Les Moulins
- Le Pré, 891 m ü. M., am rechten Ufer der Saane
- Granges-d’Oex, 942 m ü. M., südlich der Saane gegenüber von Château-d’Oex am Fuss des Rocher du Midi
- Les Granges, 1000 m ü. M., am Südhang der Laitemaire, östlich des Dorfes
- Le Mont, 1097 m ü. M., am Südhang der Laitemaire, oberhalb des Dorfes
- Les Combes, 994 m ü. M., am Südhang der Laitemaire
- Gérignoz, 959 m ü. M., südlich der Saane am Bergbach Gérine
- L’Etivaz, 1140 m ü. M., im Tal der Torneresse am Aufstieg zum Col des Mosses
- La Lécherette, 1379 m ü. M., auf der Passhöhe zwischen den Tälern von Hongrin und Torneresse, wenig nördlich des Col des Mosses

Nachbargemeinden von Château-d’Oex sind Ormont-Dessus, Ormont-Dessous, Villeneuve, Rossinière und Rougemont im Kanton Waadt, Haut-Intyamon, Grandvillard und Charmey im Kanton Freiburg sowie Saanen und Gsteig bei Gstaad im Kanton Bern.

### Klimatabelle
Für die Normalperiode 1991–2020 beträgt die Jahresmitteltemperatur 6,8 °C, wobei im Januar mit −1,9 °C die kältesten und im Juli mit 15,7 °C die wärmsten Monatsmitteltemperaturen gemessen werden. Im Mittel sind hier rund 138 Frosttage und 25 Eistage zu erwarten. Sommertage gibt es im Jahresmittel rund 25, während im Schnitt knapp 2 Hitzetage zu verzeichnen sind. Die Messstation von MeteoSchweiz liegt auf einer Höhe von 1028 m ü. M.
|                        | Jan  | Feb  | Mär  | Apr  | Mai  | Jun  | Jul  | Aug  | Sep  | Okt  | Nov  | Dez  |   |       |
| Mittl. Temperatur (°C) | −1,9 | −1,1 | 2,7  | 6,4  | 10,5 | 14,0 | 15,7 | 15,3 | 11,5 | 7,6  | 2,3  | −1,1 | ⌀ | 6,9   |
| Mittl. Tagesmax. (°C)  | 2,5  | 4,1  | 8,5  | 12,4 | 16,4 | 20,1 | 22,2 | 21,9 | 17,5 | 13,2 | 7,1  | 3,2  | ⌀ | 12,5  |
| Mittl. Tagesmin. (°C)  | −5,7 | −5,5 | −2,1 | 0,8  | 5,0  | 8,4  | 10,2 | 10,0 | 6,7  | 3,4  | −1,2 | −4,4 | ⌀ | 2,2   |
|                        |      |      |      |      |      |      |      |      |      |      |      |      |   |       |
| Niederschlag (mm)      | 95   | 77   | 86   | 84   | 129  | 128  | 145  | 147  | 102  | 97   | 97   | 115  | Σ | 1302  |
|                        |      |      |      |      |      |      |      |      |      |      |      |      |   |       |
| Regentage (d)          | 10,6 | 9,4  | 10,5 | 10,7 | 13,3 | 13,0 | 12,3 | 12,1 | 10,1 | 10,3 | 10,6 | 11,7 | Σ | 134,6 |
|                        |      |      |      |      |      |      |      |      |      |      |      |      |   |       |
| Luftfeuchtigkeit (%)   | 81   | 78   | 75   | 73   | 75   | 74   | 73   | 75   | 79   | 81   | 83   | 83   | ⌀ | 77,5  |

| −5,7 |

| −5,5 |

| −2,1 |

| 0,8 |

| 5,0 |

| 8,4 |

| 10,2 |

| 10,0 |

| 6,7 |

| 3,4 |

| −1,2 |

| −4,4 |

| −5,7 |

| −5,5 |

| −2,1 |

| 0,8 |

| 5,0 |

| 8,4 |

| 10,2 |

| 10,0 |

| 6,7 |

| 3,4 |

| −1,2 |

| −4,4 |

## Bevölkerung
Mit 3624 Einwohnern (Stand 31. Dezember 2023) gehört Château-d’Oex zu den mittelgrossen Gemeinden des Kantons Waadt. Von den Bewohnern sind 88,5 % französischsprachig, 3,6 % deutschsprachig und 2,4 % englischsprachig (Stand: 2000). Die Bevölkerungszahl von Château-d’Oex stieg vor allem in der zweiten Hälfte des 19. Jahrhunderts stark an. Nachdem die Bevölkerung bis 1930 weiter auf 3840 Einwohner zugenommen hatte, wurde danach bis 1980 durch starke Abwanderung eine Abnahme um über 25 % verzeichnet. Seither wurde wieder ein leichtes Bevölkerungswachstum verzeichnet.
| Bevölkerungsentwicklung | Bevölkerungsentwicklung | Bevölkerungsentwicklung | Bevölkerungsentwicklung | Bevölkerungsentwicklung | Bevölkerungsentwicklung | Bevölkerungsentwicklung | Bevölkerungsentwicklung | Bevölkerungsentwicklung | Bevölkerungsentwicklung | Bevölkerungsentwicklung |
| ----------------------- | ----------------------- | ----------------------- | ----------------------- | ----------------------- | ----------------------- | ----------------------- | ----------------------- | ----------------------- | ----------------------- | ----------------------- |
| Jahr                    | 1803                    | 1850                    | 1900                    | 1930                    | 1950                    | 1960                    | 1970                    | 1980                    | 1990                    | 2000                    |
| Einwohner               | 2001                    | 2054                    | 3025                    | 3840                    | 3381                    | 3378                    | 3203                    | 2872                    | 3110                    | 2949                    |

## Wirtschaft
Château-d’Oex war bis zu Beginn des 20. Jahrhunderts ein vorwiegend durch die Landwirtschaft geprägtes Dorf. Früher waren vor allem die Käseproduktion und die Viehzucht (Simmentaler Rasse) von Bedeutung. Weil die Talschaft im Lauf des 19. Jahrhunderts mehrfach von Viehseuchen heimgesucht worden war, verbot die Gemeinde den Durchzug von fremden Herden. Gegen 1900 begann die Entwicklung zum Ferienort.
Noch heute haben die Milchwirtschaft mit Käseproduktion und die Viehzucht einen wichtigen Stellenwert in der Erwerbsstruktur der Bevölkerung. Die Gemeinde verfügt über ausgedehnte Alpweiden zur Sömmerung der Viehbestände. Die Wälder des Pays-d’Enhaut werden forstwirtschaftlich genutzt. Weitere Arbeitsplätze sind im lokalen Kleingewerbe und im Dienstleistungssektor vorhanden. Das Gewerbe ist neben den Gütern des täglichen Bedarfs stark auf den Tourismus ausgerichtet. Im Weiteren gibt es mehrere Sägereien, Kiesabbau und einheimisches Handwerk (Scherenschnittkunst, Kupferschmieden, Küfer).
Château-d’Oex verfügt auch über ein Bezirksspital, das 1926 an Stelle der alten Krankenstation gegründet wurde. 1979 wurde das Spital mit Solarheizung ausgebaut und um ein Alters- und Pflegeheim erweitert. In Château-d’Oex befindet sich ferner eine Bezirksschule mit Progymnasium.

### Tourismus

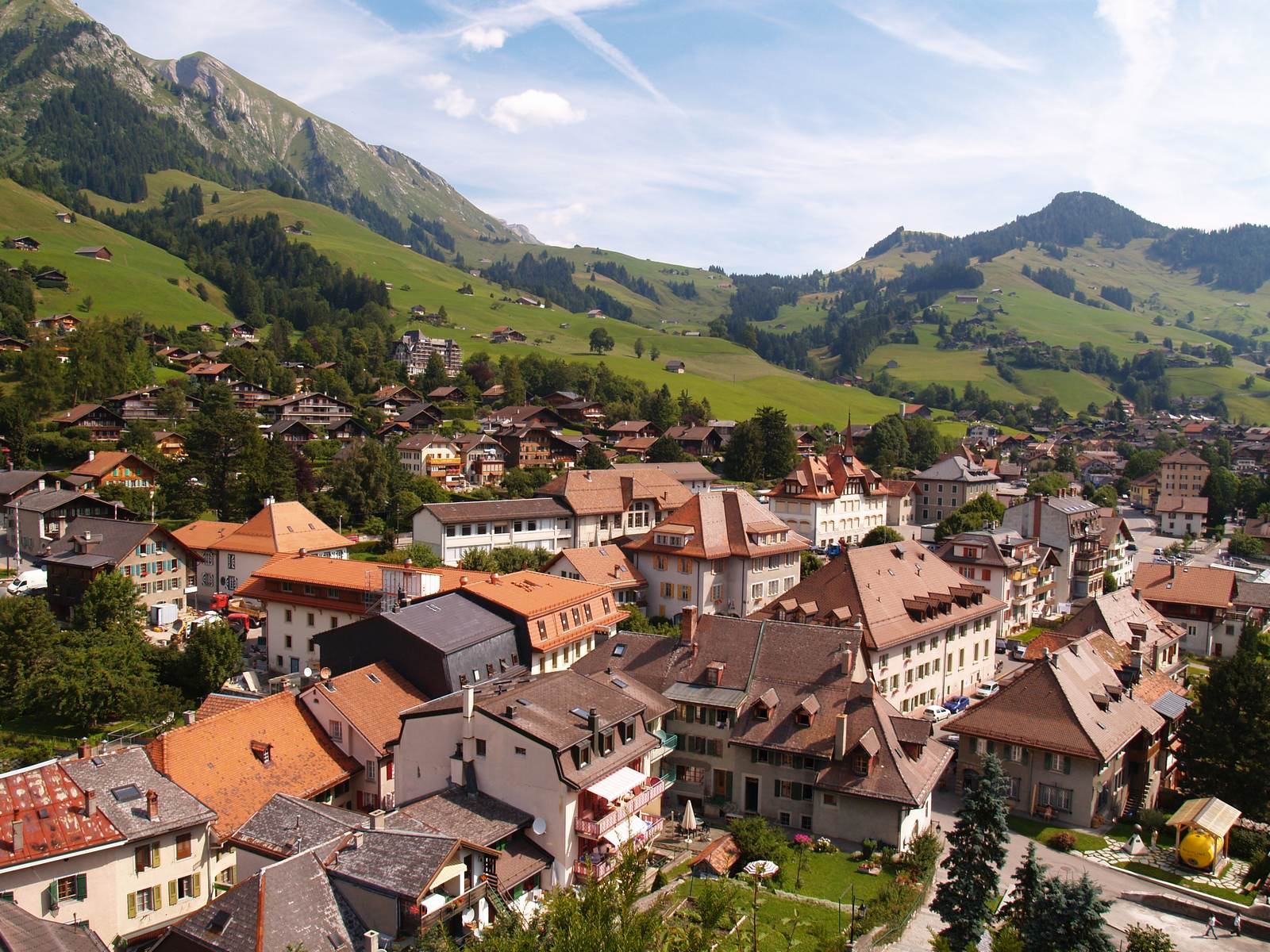
Ortschaft

Die ersten Touristen kamen Ende des 19. Jahrhunderts nach Château-d’Oex. Der eigentliche wirtschaftliche Aufschwung begann aber mit der Eröffnung der Montreux-Berner-Oberland-Bahn im Jahr 1904. Damit besass Château-d’Oex eine direkte Verbindung mit dem Fremdenverkehrszentrum Montreux. In der Folge wurde Château-d’Oex zu einem bedeutenden Touristenort, und es wurden zahlreiche Hotels und Ferienwohnungen erbaut. Der Aufschwung widerspiegelt sich auch in der deutlichen Bevölkerungszunahme der Gemeinde während dieser Zeit.
Ab den 1930er Jahren begann der Niedergang des Fremdenverkehrs infolge der Weltwirtschaftskrise und der veralteten Hotellerie. Durch die Erschliessung neuer Skigebiete und die Restauration der bestehenden sowie den Bau neuer Hotels fand Château-d’Oex seit den 1950er Jahren wieder den Anschluss.
Heute ist Château-d’Oex eine moderne Fremdenverkehrsgemeinde, die sowohl auf den Sommer- als auch auf den Wintertourismus ausgerichtet ist. Es gibt eine Luftseilbahn (zwei Sektionen) auf einen Aussichtspunkt an der Westflanke des Rocher du Midi. Die Alpenlandschaft rund um Château-d’Oex lädt zu ausgedehnten Sommerwanderungen ein. Während des Winters sind an den Nordhängen des Rocher du Midi und der Monts Chevreuils sowie bei La Lécherette Skilifte in Betrieb. Das Gebiet von La Lécherette hängt mit dem grossen Skigebiet von Les Mosses zusammen.
Château-d’Oex hat einige Touristenattraktionen zu bieten. Seit 1979 hat es sich mit der alljährlichen Durchführung der Internationalen Heissluftballonwoche zu einem bevorzugten Treffpunkt der Ballonfahrer entwickelt. Von hier aus startete Bertrand Piccard im März 1999 mit dem Ballon Breitling Orbiter III seine Ballonfahrt ohne Zwischenhalt rund um die Erde. Während des ganzen Jahres werden bei günstigen Wetterverhältnissen auch Passagierflüge angeboten. Im Dorf befindet sich seit 1922 das Heimatmuseum Musée du Vieux Pays-d’Enhaut, das unter anderem eine Sammlung von Scherenschnitten zeigt.

## Verkehr
Die Gemeinde liegt an der Hauptstrasse 11, die von Aigle im Chablais zum Passübergang Col des Mosses und weiter nach Château-d’Oex und von dort nach Saanen und Zweisimmen im Berner Oberland führt. Die wichtigste Zufahrtsstrecke nach Château-d’Oex bildet die Hauptstrasse 190 vom freiburgischen Bulle her.
Am 19. August 1904 wurde der Abschnitt Montbovon-Château-d’Oex der Montreux-Berner Oberland-Bahn (MOB, französisch Chemin de fer Montreux-Oberland bernois) eröffnet. Nur wenige Monate später, am 20. Dezember 1904 erfolgte auch die Einweihung der östlichen Fortsetzung nach Gstaad. Für die Feinverteilung im öffentlichen Verkehr sorgt eine Buslinie, welche die Strecke von Château-d’Oex auf den Col des Mosses bedient.

## Geschichte

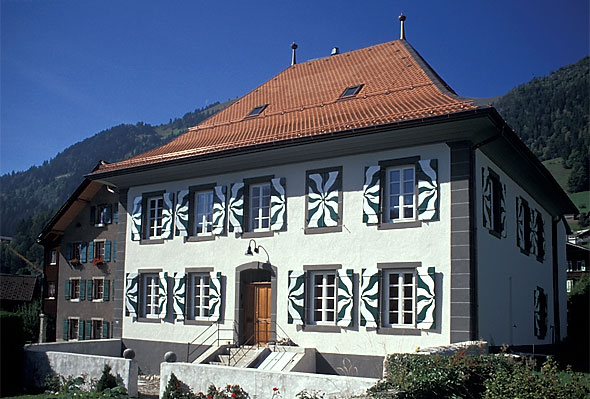
Haus im Ortskern von Château-d’Oex

Schon im Spätpaläolithikum war ein Abri bei Château-d’Oex zumindest saisonal besiedelt. Auch aus der Bronzezeit wurden einige Spuren gefunden. Seit der Römerzeit war die Talschaft wegen ihres kargen Bodens und dem Fehlen von Eisenvorkommen äusserst dünn, vermutlich jedoch gar nicht besiedelt.
Im 10. Jahrhundert eroberten die Grafen von Greyerz das Pays-d’Enhaut und damit auch die Siedlung Château-d’Oex. Diese wird 1040 unter dem Namen Castrum in Ogo erstmals urkundlich erwähnt. Weitere frühe Belege sind ecclesie de Oiz (1115), Vido de Oit (1177), curatus de Oez (1185), castrum Doyz (1289), castellanum de Oye (1395) oder, erstmals deutsch, ze Oesz (1397). Mittellateinisch castrum, castellum steht in Ortsnamen für eine Burg, ein festes Haus, Ruinen oder bestimmte Geländeformationen; Oex geht vermutlich entweder auf keltisch *oukso-, uxo-, uxso- «hoch» oder aber einen nicht mehr näher bestimmbaren Personennamen zurück.
Unter den Grafen von Greyerz bildete Château-d’Oex seit dem 11. Jahrhundert zusammen mit Rossinière eine Kastlanei. Die Burg befand sich auf dem Hügel, auf dem heute die Kirche steht. Sie wurde bei kriegerischen Auseinandersetzungen im 14. Jahrhundert zerstört. Im Jahr 1403 schlossen die Bewohner von Château-d’Oex gegen den Widerstand der Grafen von Greyerz einen Burgrechtsvertrag mit Bern und konnten in der Folge an den Kriegszügen von Bern teilnehmen. Das Gebiet verblieb aber unter der Oberhoheit von Greyerz.
Als der letzte Graf von Greyerz 1554 Konkurs machte, teilten seine Gläubiger, die Stände Bern und Freiburg, die Hinterlassenschaft unter sich auf. Dadurch kam es zur Teilung des oberen Saanetals: das Pays-d’Enhaut und das Saanenland gelangten an Bern, während Freiburg die Herrschaft über das Greyerzerland übernahm. Bern richtete in seinem Gebiet 1555 die Landvogtei Saanen ein und setzte dort sofort die Reformation durch.
Beim Zusammenbruch des Ancien Régime blieb die Talbevölkerung zunächst berntreu. Der französischsprachige Teil der ehemaligen Landvogtei Saanen wurde mit der helvetischen Verfassung 1798 dem Kanton Léman angegliedert, der 1803 mit der Inkraftsetzung der Mediationsverfassung im Kanton Waadt aufging. Das Pays-d’Enhaut wurde 1803 zu einem Bezirk erhoben, dessen Hauptort Château-d’Oex wurde.
Das Dorf Château-d’Oex fiel 1664, 1741 und 1800 grossen Feuersbrünsten zum Opfer. Die früheren Holzhäuser wurden nach dem Brand von 1800 aus Stein wieder aufgebaut. In der zweiten Hälfte des 19. Jahrhunderts wurde Château-d’Oex von englischen Touristen entdeckt und erlebte anschliessend einen wirtschaftlichen Aufschwung als Fremdenverkehrsort.
Seit 2012 gehört die Gemeinde zum Parc naturel régional Gruyère Pays-d’Enhaut.

## Sehenswürdigkeiten

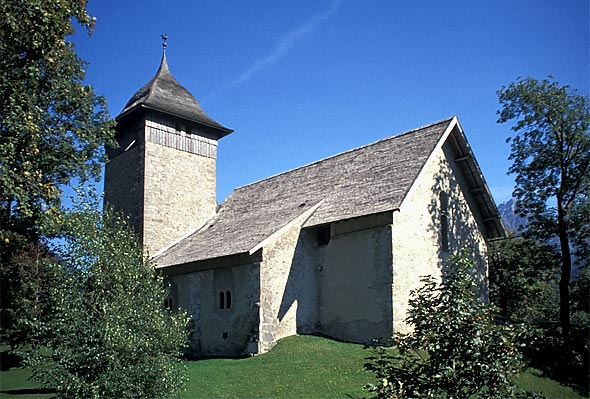
Kirche Saint-Donat

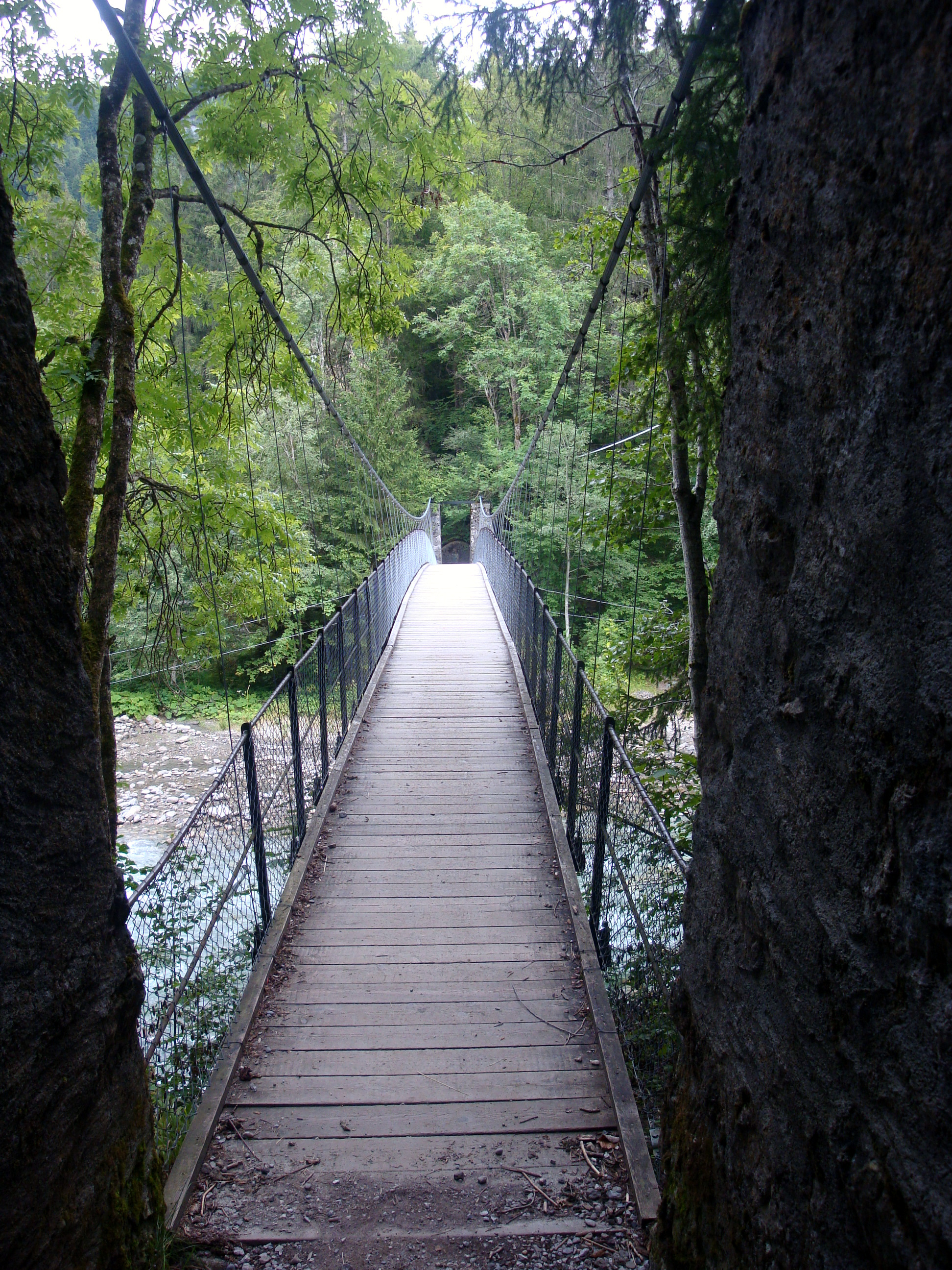
Der Pont Turrian

Auf einem isolierten Hügel südlich des Dorfes steht die reformierte Kirche Saint-Donat. Sie wurde im 14. Jahrhundert an der Stelle der ehemaligen Burg erbaut, wobei der Festungsturm in einen Glockenturm umgewandelt wurde. Die Kirche wurde beim Brand von 1800 weitgehend zerstört. Heute sind vom ursprünglichen Gotteshaus nur noch der gotische Chor und das Mauerwerk des Turmes erhalten. Die Kirche im Ortsteil L’Etivaz wurde 1589 anstelle eines Vorgängerbaus aus dem 15. Jahrhundert erstellt.
Der alte Ortskern am Fuss des Kirchenhügels zeigt für das Pays-d’Enhaut charakteristische Bauten aus dem frühen 19. Jahrhundert. Ansonsten ist das Ortsbild hauptsächlich durch Hotels und Chaletbauten geprägt. Das Gemeindehaus wurde 1912 erstellt und 1958 restauriert. Die katholische Kirche stammt von 1936.
Seit 1883 überspannt die Fussgänger-Hängebrücke Pont Turrian südlich des Dorfes die Saane.

## Persönlichkeiten
1908 wurde Victor Desarzens hier geboren. Er war Geiger und Dirigent und gründete 1942 das Orchestre de Chambre de Lausanne. Er ist einer der grossen Pioniere des Schweizer Musiklebens des 20. Jahrhunderts.
1983 verstarb hier der Schauspieler David Niven an ALS. Philippe-Sirice Bridel, ein Schweizer Autor, Heimatforscher und Geistlicher, war jahrelang Pfarrer im Ort.
Der Extremsportler Mike Horn (* 1966) lebt in Château-d’Oex.